# Efektivnost algoritmu
Efektivnost algoritmu je vlastnost algoritmu spočívající v tom, že algoritmus řeší problém v co nejkratším čase nebo s co nejmenšími nároky na prostředky. Je snahou efektivnost algoritmu co nejvíce zvyšovat.
Doba běhu programu nezávisí pouze na použitém algoritmu, ale také na prostředí nebo na vstupních datech. Efektivnost může ovlivňovat použitý programovací jazyk, operační systém, hardware a další. Dalším činitelem je struktura a množství zpracovávaných dat.
Efektivnost algoritmů studuje teorie složitosti.

## Efektivnost algoritmu v teorii vyčíslitelnosti
V teorii vyčíslitelnosti se termín efektivnost používá ve zcela odlišném významu efektivní vyčíslitelnost, tj. možnost realizace příslušné úlohy (vyčíslení funkce) pomocí algoritmu. Podle Churchovy teze jsou efektivně vyčíslitelné právě rekurzivní funkce.